# The Night the Light Went On in Long Beach
Albums de Electric Light Orchestra
On the Third Day
(1973) Eldorado
(1974)
The Night the Lights Went On (In Long Beach) est un album live d'Electric Light Orchestra enregistré en 1974 à Long Beach (Californie). Sa qualité fut jugée trop médiocre par les éditeurs britannique et américain du groupe, et il ne sortit donc que dans quelques pays, comme l'Allemagne. Il est finalement sorti au Royaume-Uni en 1986, mais jamais aux États-Unis. La réédition CD, sortie dans les années 1990, se base sur un autre enregistrement du concert, de meilleure qualité, et le son est donc bien meilleur que sur le vinyle original.

## Titres
| 1.    | Daybreaker                                             | Jeff Lynne                                 | 5:34 |
| 2.    | Showdown                                               | Jeff Lynne                                 | 6:54 |
| 3.    | Day Tripper                                            | John Lennon, Paul McCartney                | 6:40 |
| 4.    | 10538 Overture                                         | Jeff Lynne                                 | 5:44 |
| 5.    | Mik's Solo / Orange Blossom Special                    | Mik Kaminski / Ervin T. Rouse              | 2:28 |
| 6.    | In the Hall of the Mountain King / Great Balls of Fire | Edvard Grieg / Jack Hammer, Otis Blackwell | 8:35 |
| 7.    | Roll Over Beethoven                                    | Chuck Berry                                | 4:25 |
| 40:20 |                                                        |                                            |      |

## Musiciens
- Jeff Lynne : chant, guitare
- Bev Bevan : batterie
- Richard Tandy : claviers
- Mike de Albuquerque : basse, chœurs
- Mik Kaminski : violon
- Hugh McDowell : violoncelle
- Mike Edwards : violoncelle